# Pentaborano(9)
Il pentaborano(9) o nido-pentaborano(9) è il composto binario di formula B5H9. È uno dei più noti borani, composti chimici costituiti da boro e idrogeno.

## Sintesi
B5H9 fu ottenuto per la prima volta da Alfred Stock nel 1924 per pirolisi del diborano. Si può preparare anche facendo passare una miscela di diborano e idrogeno per tre secondi attraverso un forno a 250 °C. Queste sintesi ad alta temperatura sono complicate da reazioni di interconversione tra diversi borani. Una sintesi migliorata parte da sali di B3H8−, che viene convertito a B3H7Br− con HBr. Il pentaborano è ottenuto infine per pirolisi dall'anione bromurato.
5B3H7Br− → 3B5H9 + 5Br− + 4H2

## Struttura molecolare
La struttura della molecola è basata sulla forma di una piramide a base quadrata definita dai cinque atomi di boro; ogni atomo di boro ha un legante idrogeno terminale e gli altri quattro idrogeni sono legati a ponte tra i quattro atomi di boro alla base della piramide. Questa struttura è classificata come gabbia di tipo nido. La distanza B–B è di 177 pm tra gli atomi di boro alla base della piramide, e di 166 pm tra la base e il vertice.

## Proprietà
B5H9 è un composto termicamente stabile fino a 200 °C ma estremamente reattivo. A temperatura ambiente è piroforico e può reagire in modo esplosivo con alcoli, ammoniaca, ossigeno, esteri, eteri, idrocarburi alogenati e chetoni. Reagisce in modo pericoloso in presenza di acqua, aria e calore, con rilascio di boro e idrogeno.
B5H9 reagisce con basi di Lewis formando addotti. Ad esempio con trimetilfosfina forma [B5H9(PMe3)2]. Può reagire anche come acido di Brønsted debole: a bassa temperatura può perdere uno degli idrogeni a ponte formando B5H8−. Quest'ultimo anione può fungere da "classico" legante a due elettroni in complessi come [CuI(B5H8)(PPh3)2]. B5H9 e B5H8− possono inoltre dar luogo a varie reazioni di crescita o degradazione della gabbia di atomi di boro.

## Applicazioni
Il pentaborano(9) è stato studiato alla fine del 1950 negli Stati Uniti e nel 1960 da Valentin Petrovič Gluško in URSS come possibile combustibile per razzi. Dal punto di vista tecnico è risultato difficile assicurare una completa combustione a B2O3, e la formazione di composti polimerici tende a ostruire gli scarichi. L'impiego è stato inoltre impedito per la presenza di troppi problemi di tossicità e sicurezza.

## Tossicità / Indicazioni di sicurezza
B5H9 è un liquido presumibilmente in grado di provocare ustioni agli occhi, alla pelle e a tutte le mucose. L'inalazione di quantità a concentrazione tra 0,1 e 1 ppm non è rilevabile all'olfatto ma è tossica e provoca danni al sistema nervoso centrale. Non ci sono dati su possibili effetti cancerogeni.